# El Tato (José Raúl Gracia Hernández)
Pour les articles homonymes, voir El Tato et Gracia.
José Raúl Gracia Hernández dit « El Tato », né le 3 novembre 1972 à Saragosse (Espagne), est un ancien matador espagnol.

## Carrière
- Débuts en novillada avec picadors : Illueca (Espagne, province de Saragosse), le 27 janvier 1990. Novillos de la ganadería de Benito Ramajo.
- Alternative : Saragosse, le 7 octobre 1992. Parrain, « El Niño de la Capea » ; témoin, José Ortega Cano. Taureaux de la ganadería de Baltasar Ibán.
- Confirmation d’alternative à Madrid : 17 juillet 1994. Parrain, Pedro Lara ; témoin, Julio Norte. Taureaux de la ganadería de Palha.